# 1993年の政治
1993年の政治（1993ねんのせいじ）
1993年（平成5年）の政治分野に関する出来事について記述する。国名が記載されていない出来事は日本の政治に関する事項である。

## 出来事

### 1月
- 1月1日

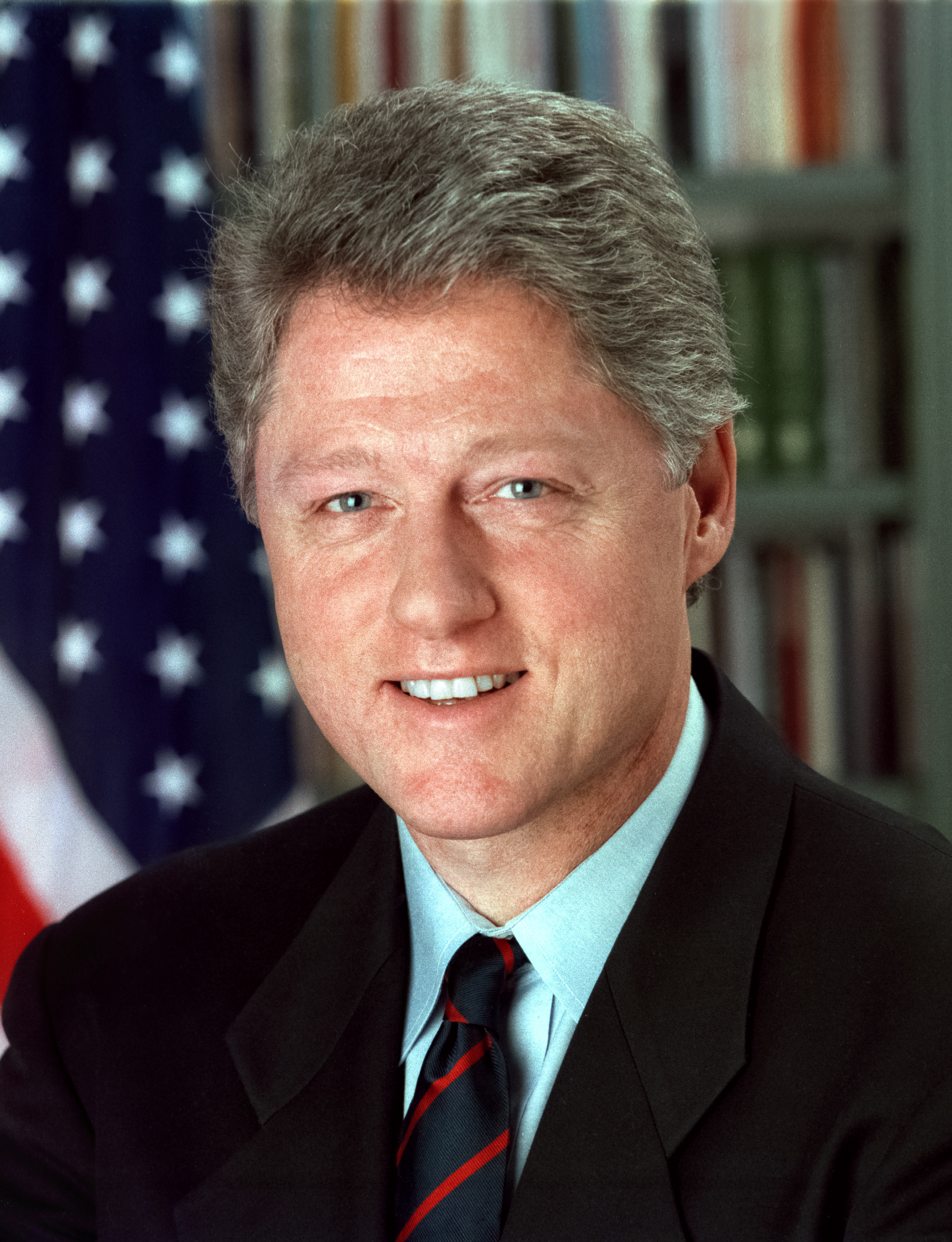
（アメリカ）第42代大統領、ビル・クリントン

  - （ヨーロッパ）ヨーロッパ単一市場（12カ国）が発足。
  - （チェコスロバキア）連邦国家制を廃止。チェコとスロバキアに分離（ビロード離婚）。
- 1月3日 - （アメリカ・ロシア）ジョージ・H・W・ブッシュ米国大統領とボリス・エリツィンロシア大統領、第二次戦略兵器削減条約（START II）に調印。
- 1月6日 - 山花貞夫が第12代日本社会党委員長に就任。
- 1月7日 - 自由民主党、政治改革推進本部の設置を決定。宮沢喜一首相（自民党総裁）が本部長兼務。
- 1月13日 - （イラク）米英仏軍、イラクのミサイル基地爆撃。
- 1月20日 - （アメリカ）ビル・クリントンが第42代アメリカ合衆国大統領に就任。
- 1月22日 - 第126回国会（通常国会）召集。内閣総理大臣の宮沢喜一が所信表明演説で「政治改革がすべての変革の出発点」と強調。

### 2月
- 2月26日 - （アメリカ）世界貿易センター爆破事件発生、6名が死亡。

### 3月
- 3月6日 - 東京地検特捜部が東京国税局の告発を受け、金丸信と元秘書を所得税法違反（脱税）容疑で逮捕（金丸事件）。
- 3月13日 - 東京地検、金丸信を1987年分の1億1800万円の脱税容疑で東京地方裁判所に起訴。
- 3月27日
  - （中国）江沢民が第7代国家主席に就任。
  - 東京地検、金丸信を1988年、1989年分の9億2000万円の脱税容疑で追起訴する。
- 3月31日 - 自民党、単純小選挙区制の導入を柱とする政治改革関連4法案を党議決定。

### 4月
- 4月2日 - 自民党、政治改革関連4法案を衆議院に提出。
- 4月6日 - 渡辺美智雄が副総理兼外務大臣を辞任。宮沢喜一首相は羽田孜に後任を打診するが拒否される。後任の外相に武藤嘉文が就任。
- 4月8日
  - 社会、公明両党、小選挙区比例代表併用制の導入を柱とした政治改革関連5法案を共同で衆議院に提出。
  - 法務大臣の後藤田正晴が副総理を兼務。
- 4月15日 - 衆議院政治改革調査特別委員会、政治改革関連法案の実質審議入り。
- 4月17日 - 政治改革推進協議会（民間政治臨調）が小選挙区比例代表連用制を提唱する。
- 4月23日 - 天皇皇后、沖縄県に行幸（歴代天皇では初めて）。

### 5月
- 5月24日 - （エチオピア）エリトリアが分離、独立を宣言。
- 5月25日 - 自民党「政治改革を実現する若手議員の会」が「野党と妥協してでも今国会で政治改革を実現すべき」との趣旨で署名運動。自民党国会議員381名中、219名の署名を集め、宮沢喜一首相に渡す。
- 5月28日
  - 社会、公明、民社、社民連、民主改革連合、日本新党の6野党・会派代表が会談し、「小選挙区比例代表連用制を軸に、与野党の合意形成可能な改革案を作成」との見解をまとめる。
  - 宮沢喜一首相（自民党総裁）、自民党幹事長の梶山静六に妥協案作成を指示。
- 5月29日 - （北朝鮮）ミサイルノドン1号を試射。
- 5月31日 - 宮沢喜一首相、テレビ朝日の対談番組『総理と語る』に出演。田原総一朗のインタビューで政治改革について「どうしてもこの国会でやらなければならない。やるんです」と明言。

### 6月
- 6月1日
  - 自民党の梶山静六幹事長、党所属議員を対象に「選挙制度アンケート調査」を実施。
  - 自民党政治改革推進本部長代理の塩川正十郎が、与野党の妥協案として小選挙区比例代表並立制を提唱する。
- 6月6日 - スペイン上下両院の総選挙。ゴンサーレス首相与党の社会労働党は比較第一党を維持。
- 6月7日
  - 自民党政治改革推進本部と選挙制度調査会、合同総会。議事進行をめぐり紛糾。
  - 社会党、中央執行委員会による作成委員会で「九三年宣言」を決定。
- 6月9日 - 皇太子徳仁親王、小和田雅子と結婚。
- 6月14日 - 梶山静六幹事長、新自由主義経済研究会で「2年後の参議院選挙で勝利を収めて、選挙制度を含めた改革を断行したい」と発言。政治改革の先送りを示唆。
- 6月15日
  - 自民党の改革推進派議員、総務会の開会を阻止するため浜田幸一などの総務と揉み合う。
  - 自民党総務会、単純小選挙区制導入の党議決定の枠内で、党内調整、対野党折衝を党四役に一任することを決定する。
  - 自民党内、改革推進派議員159名、党執行部に対抗して「政治改革を推進する議員連盟」（政治改革推進議員連盟）を結成（谷川和穂代表）。
- 6月16日
  - 宮沢喜一首相（自民党総裁）、党総務会に出席。単純小選挙区制導入を柱とした政治改革4法案を衆議院政治改革調査特別委員会で採決するよう指示。
  - 塩川正十郎、自民党政治改革推進本部長代理の辞表を宮沢喜一党総裁に提出。
  - 社会、公明、民社、社民連、民改連、日本新の6野党・会派首脳会談。宮沢内閣に対する内閣不信任決議案を衆議院に提出することなどで合意。
- 6月17日
  - 社会、公明、民社各党が宮沢内閣不信任案を衆議院に提出。
  - 社会、公明、民社、民改連、二院ク、日本新が宮沢喜一首相への問責決議案を参議院に提出。
  - 改革フォーラム21（自民党羽田派）、派閥の総会で内閣不信任案への対応について、代表の羽田孜に一任することを決定。羽田は内閣不信任案への賛成を表明。
- 6月18日
  - 宮沢喜一と羽田孜が会談。内閣不信任決議案に反対するように説得するが羽田は承諾せず、不調に終わる。
  - 宮沢喜一首相、衆議院議長の桜内義雄と会談。桜内議長、与野党調停に乗り出すも、野党側が会談を拒否。
  - 衆議院本会議で内閣不信任案を採決。賛成255、反対220で可決する。自民党からは39名の衆議院議員が賛成し、18名の議員が欠席した。
  - 羽田派所属の船田元経済企画庁長官、中島衛科学技術庁長官が宮沢喜一首相に辞表を提出する。
  - 宮沢喜一首相、憲法第7条（天皇の国事行為）に基づき衆議院解散（嘘つき解散、政治改革解散）。第69条（内閣不信任決議可決）による解散ではなかったため、本会議場では怒号が飛び交う。
  - 自民党衆議院議員の武村正義、田中秀征ら11名が離党を表明する。
- 6月21日
  - 武村正義ら10名が新党さきがけを結成。
  - 自民党、衆議院総選挙第1次公認候補を発表。竹下登が漏れる。
- 6月22日 - 羽田孜、小沢一郎、渡部恒三、奥田敬和ら羽田派所属国会議員44名が自民党離党。
- 6月23日 - 羽田孜らが新生党を結成。党首に羽田が就任。
- 6月24日
  - 新生党党首の羽田孜が社会、公明、民社、社民連の党委員長・代表と個別に会談し、連立政権樹立を目標とすることで合意する。
  - 日経連会長の永野健、経済同友会代表幹事の速水優、自民党中心の政治献金について見直しを示す。
- 6月27日
  - 社会、新生、公明、民社、社民連5党党首会談開催。「非自民非共産」勢力結集で合意。
  - 東京都議会選挙。日本新党が20議席を獲得し都議会第3党に躍進する。
- 6月28日 - 電機連合、社会、民社両党の候補のほかに新生党候補などの支持を主要単産として初決定。
- 6月29日 - 東京地検、ゼネコン汚職で仙台市長の石井亨ら3人を収賄容疑で、ゼネコン4社の首脳6名を贈賄容疑でそれぞれ逮捕。
- 6月30日
  - 日本新党代表の細川護煕、総選挙後に新党さきがけとの合流、新・新党の結成を目指すことを表明。
  - 日経連正副会長会議で新生党、新党さきがけ、日本新党も支援すべきとの意見で一致。
  - 自民党全国幹事長会議。執行部批判が噴出する。
  - 自民党「党結束・前進の会」初会合。挙党体制を確認。

### 7月
- 7月1日
  - 経団連、日経連、日本商工会議所、経済同友会の経済4団体首脳、政治献金の在り方、献金方式の見直しを表明。
  - 新生党、基本政策発表。
- 7月2日
  - 連合傘下の全電通、ゼンセン同盟、鉄鋼労連、全逓が保守新党系の候補者も支援対象に含めた推薦名簿を発表する。全電通は社会党左派を推薦から外す選別推薦を明確化。
  - クリントン米大統領、記者会見で日本の政治変動について期待を表明。
- 7月3日 - 細川護熙日本新党代表と武村正義新党さきがけ代表が選挙協力で合意。
- 7月4日 - 第40回衆議院議員総選挙が公示。
- 7月7日 - 第19回主要国首脳会議（サミット）が東京都で開幕、7月9日まで。
- 7月10日 - 日本新党と新党さきがけ、総選挙後に統一会派を結成することで合意。
- 7月18日 - 第40回衆議院議員総選挙投票。
  - 自由民主党233議席、日本社会党70議席、新生党55議席、公明党51議席、日本新党35議席、民社党15議席、日本共産党15議席、新党さきがけ13議席、社会民主連合4議席、無所属30議席。自由民主党と、日本社会党が敗北。新生党、日本新党、新党さきがけの保守新党三党が大幅に躍進する。
  - 後藤田正晴副首相・法相が糖尿病で入院。
- 7月19日
  - ゼネコン汚職で、東京地検、茨城県三和町長らを受託収賄容疑で逮捕。
  - 細川日本新党代表、武村さきがけ代表が会談。院内統一会派結成を確認。会派名は「さきがけ日本新党」。
- 7月20日
  - 小泉純一郎郵政相、閣議で宮沢内閣の早期退陣を主張、辞任。
  - 宮沢首相、自民党「結束・前進の会」で退陣を示唆。
  - 社会党三役会議、中執委、非自民連立政権成立の方針を決定。
  - 新党さきがけ議員総会。武村代表、衆議院の選挙制度について小選挙区比例代表並立制（定数500、小選挙区、比例代表それぞれ250）の導入を提案。
- 7月21日
  - 渡辺美智雄前外相、自民党総裁選挙への立候補に意欲。
  - 日本新党、衆参両院議員懇談会開会。大勢は非自民連立政権樹立。
  - 自民党、竹下登元首相ら保守系無所属を追加公認。
- 7月22日
  - 宮沢首相、自民党両院議員総会で正式に退陣を表明する。梶山幹事長の「結束・前進の会」による次期総裁選出に関する提案は、反対が噴出し撤回を余儀なくされる。
  - 細川日本新党代表「非自民政権が望ましい」と表明。武村さきがけ代表も非自民へ傾斜。
  - 金丸信前自民党副総裁の初公判。金丸前副総裁は金について将来の政界再編に備えるための資金とし無罪を主張。
- 7月23日
  - 日本新党、新党さきがけ合同幹事会。
  - 細川、武村両代表が記者会見で、政治改革政権の樹立と年内中の小選挙区比例代表制を基本とする政治改革の実現などの基本政策を発表。各党に伝える。
  - 自民党、竹下元首相の追加公認を取り消し。
- 7月24日 - 社会、新生、公明、民社、社民連実務者協議。五党は日本新党、新党さきがけの提案を基本的に了承することを表明。
- 7月25日
  - 三塚博自民党政調会長、日本新党、新党さきがけの提案した小選挙区比例代表並立制について柔軟に受け入れることを表明。
  - 後藤田正晴副首相・法相退院。後藤田擁立論については立候補を否定。
- 7月26日
  - 社会、新生、公明、民社各党、日本新党、さきがけの提唱した基本政策受諾を決定。社民連も受け入れ方針確認。
  - 自民党、政治改革推進本部拡大幹事会、政治改革提案受け入れの方針を確認。
  - さきがけ議員総会。自民党の回答を待つという慎重論が大勢を占める。
  - 新生自民党を作る会の太田誠一代表世話人、自民党総裁選立候補を表明。
  - 自民党政治改革推進議員連盟、総選挙後初の総会。総裁選挙に議員連盟会長である海部俊樹前首相の擁立を求める意見が出る。海部前首相は慎重姿勢。
  - 山花社会党委員長、社会党代議士懇談会、臨時中執委などで非自民連立政権への対応について一任を取り付ける。
- 7月27日
  - 細川日本新党代表と武村さきがけ代表の党首会談。社会、新生、公明、民社、社民連5党の幹事長・書記長級会談に参加決定。細川代表はインタビューで非自民の立場を表明する。
  - 自民党総務会で日本新党、さきがけ提唱の政治改革案について「実現を期す」との見解を党議決定。
  - 社会、新生、公明、民社、社民連、日本新党、さきがけ各党の幹事長、書記長級による初会合。日本新党、さきがけは他の5党の政治改革に関する回答を評価。
  - 社会党全国書記長会議。連立政権への対応については執行部に一任。総選挙敗北に関して責任を問う発言も相次ぐ。
  - さきがけ議員団総会で自民党回答への対応について協議。武村代表、記者団に非自民側に付くことを表明。
  - 社会、新生、公明、民社、社民連、日本新党、さきがけ各党の政策責任者協議。財政、外交などの基本政策について大枠で合意。
  - 小沢一郎新生党代表幹事、記者会見で非自民連立政権の首相候補について羽田孜党首に固執しないことを表明。
  - 三塚博自民党政調会長、記者会見で後藤田擁立に全力を挙げることを表明。
- 7月28日
  - 細川日本新党代表と武村さきがけ代表が三塚自民党政調会長と会談。非自民・非共産各党で「政治改革政権」を目指した政権協議を進めることを通告。三塚政調会長は、自民党も含む8党による「救国大連合」構想を提示するが合意に達せず。
  - 自民党総裁選立候補受付。渡辺美智雄前副首相・外相と河野洋平内閣官房長官が立候補する。橋本龍太郎元蔵相は立候補を断念する。
  - 加藤六月元自民党政調会長ら3人が自民党を離党。
  - 不破哲三日本共産党委員長、共産党創立71周年記念講演で非自民・非共産連立政権について批判。
- 7月29日
  - 社会、新生、公明、日本新党、民社、さきがけ、社民連、民主改革連合の非自民8党派の党首会談。細川日本新党代表を統一首相候補とする。衆議院議長候補は社会党から出すことを決定する。各党党首は連立政権樹立に関する合意事項に署名確認。
  - 自民党総裁選挙演説会実施。
- 7月30日
  - 自民党総裁選挙。河野洋平が第16代総裁に選出される。
  - 細川日本新党代表と武村さきがけ代表が会談。「新・新党」結成方針で合意。
  - ゼネコン汚職の責任を取り、石川六郎鹿島会長が日本商工会議所会頭を辞任する。

### 8月
- 8月1日 - 社会、新生、公明、民社4党の書記長、代表幹事が組閣人事で非公式協議。
- 8月2日 - 自民党幹事長に森喜朗、総務会長に木部佳昭、政調会長に橋本龍太郎。
- 8月3日 - 非自民8党派の書記長、代表幹事らによる代表者会議。政治改革関連法案の要綱作りについて日程調整など協議。
- 8月4日
  - 河野官房長官、河野談話を発表。
  - 土井たか子社会党元委員長、衆議院議長候補を受諾。
- 8月5日 - 第127特別国会召集。宮沢内閣臨時閣議で総辞職を決定。議長選出、会期の日程をめぐり、自民党と非自民8党派で調整不調、議事日程は延期。
- 8月6日
  - 衆議院議長選挙。衆議院議長に土井たか子。史上初の女性議長。
  - 首班指名選挙。細川護熙日本新党代表が第79代内閣総理大臣に指名される。
- 8月9日 - 細川内閣が発足。55年体制崩壊。
- 8月10日 - 細川首相、記者会見で政治改革関連法案の年内成立を公約とし、実現できない場合は政治責任を取る考えを表明する。同じ記者会見で、先の戦争は侵略戦争と明言。波紋を呼ぶ。
- 8月23日 - 細川首相、所信表明演説。「責任ある変革」「質実国家」を主張する。
- 8月25日 - 細川首相、衆議院代表質問に対する答弁で政界再編後「穏健な多党制に収斂していく」との見解を述べる。

### 9月
- 9月19日 - ポーランド共和国上下両院の選挙。旧ポーランド統一労働者党系の民主左翼連合が第1党となる。
- 9月27日 - ゼネコン汚職で本間俊太郎宮城県知事が逮捕される。

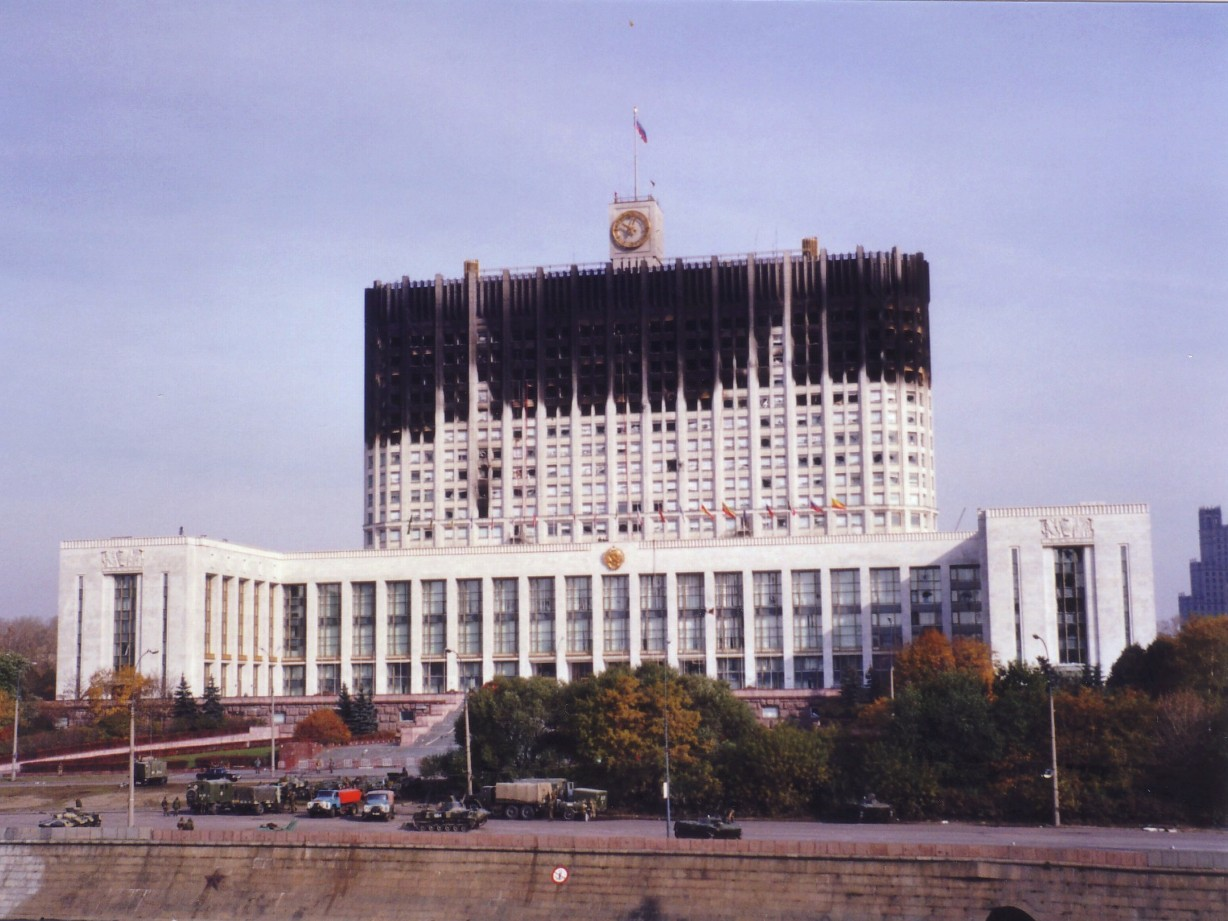
モスクワ騒乱事件で砲撃されたロシア最高会議ビル

### 10月
- 10月3日 - モスクワ騒乱事件。
- 10月5日 - 自民党、政治改革関連四法案を提出。
- 10月11日 - エリツィンロシア大統領来日。
- 10月13日 - 政府、自民党がそれぞれ提出した政治改革関連法案、衆議院で審議入り。
- 10月17日 - ネルソン・マンデラとフレデリック・ウィレム・デクラークにノーベル平和賞。
- 10月20日 - 右翼活動家の野村秋介が朝日新聞東京本社に乱入し、役員応接室において自殺。
- 10月21日 - 東京地検、ゼネコン汚職で鹿島東北支店幹部らを贈賄容疑で逮捕。
- 10月25日 - （カナダ）総選挙で野党カナダ自由党が圧勝、与党カナダ進歩保守党は169議席から2議席に転落し二大政党制が事実上崩壊。

### 11月
- 11月1日 - 欧州連合（EU）発足
- 11月6日 - 細川首相、韓国訪問
- 11月7日 - 広島県知事選挙で自民党推薦の藤田雄山が当選。
- 11月19日 - 環境基本法公布。
- 11月21日 - 宮城県知事選挙で新生党、日本新党、新党さきがけ、社会民主連合推薦の浅野史郎が当選。
- 11月28日 - （ヨルダン）総選挙。37年ぶりの複数政党制に基づく選挙。女性元テレビ司会者のトウジャン・ファイサルが初の女性下院議員として当選した。
- 11月29日
  - （イギリス）政府、アイルランド共和軍（IRA）に対して94年1月和平交渉開始を極秘提案。
  - （ルーマニア）で4万人デモ。
- 11月30日
  - 細川首相、田淵節也野村證券相談役と会談、株式市場安定化に乗り出す。
  - 自民党党紀委員会（林田悠紀夫委員長）、政治改革法案採決における党議違反者13議員に処分。除名は見送り。

### 12月
- 12月1日

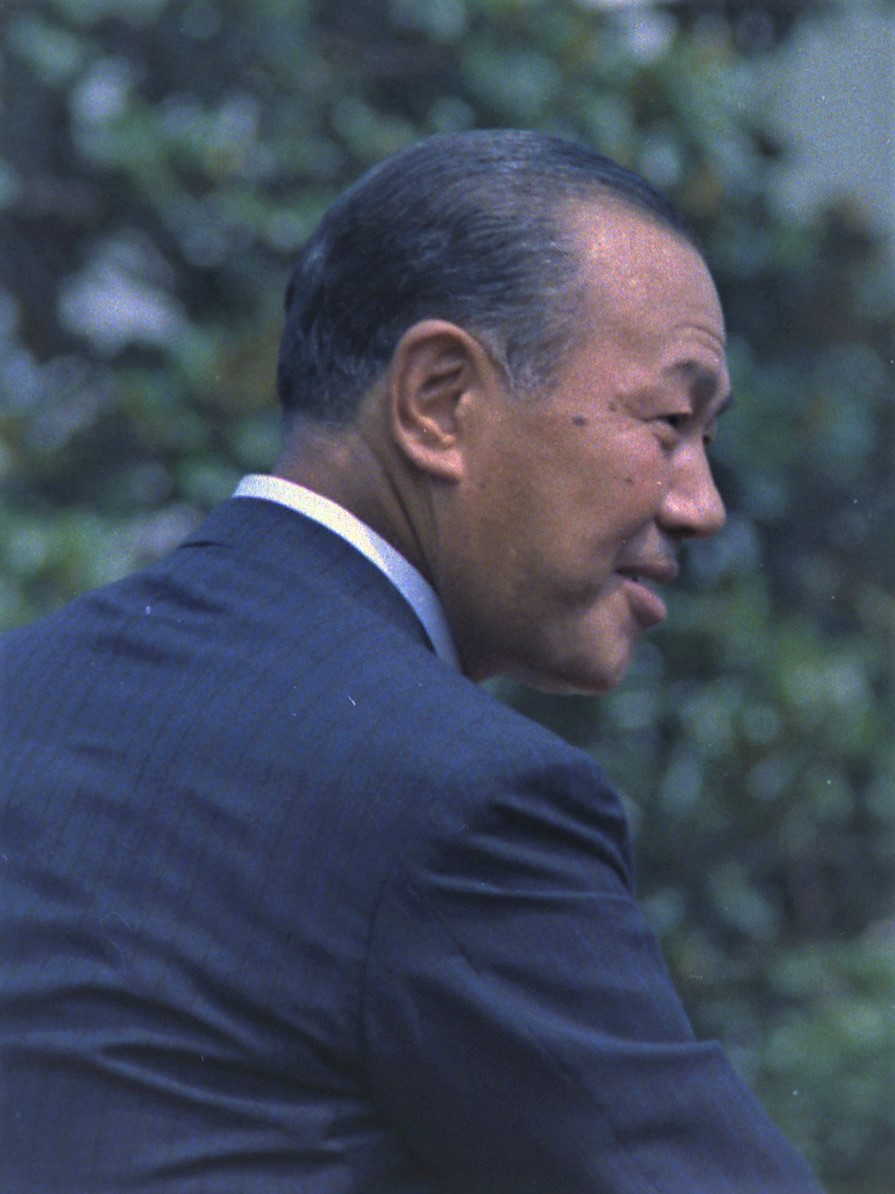
田中角栄元首相死去。

  - 東京地検特捜部、斉藤了英・大昭和製紙前名誉会長を贈賄容疑で東京地裁に起訴。本間俊太郎前宮城県知事を追起訴する。
  - （ニュージーランド）ニュージーランド労働党党首にヘレン・クラークが選出される。
- 12月2日 - 中西啓介防衛庁長官、憲法見直し発言のよる衆院予算委員会空転の責任を取り辞任。後任に愛知和男。
- 12月12日 - （ロシア）連邦議会選挙投開票。ロシア自由民主党（ウラジーミル・ジリノフスキー党首）が躍進。
- 12月14日 - 1993年米騒動:日本政府が米の輸入を決定。
- 12月16日 - 田中角栄元首相が死去。